# Томылово (станция)
Томылово — железнодорожная станция Куйбышевской железной дороги в Самарской области. Находится на территории города Чапаевска.

## Деятельность
На станции осуществляется:
- продажа пассажирских билетов. Приём и выдача багажа не производятся;
- приём и выдача грузов повагонными и мелкими отправками, загружаемых целыми вагонами, только на подъездных путях и местах необщего пользования[2].

## История
Станция открыта в 1877 году.